# 中岛 (特里斯坦-达库尼亚)

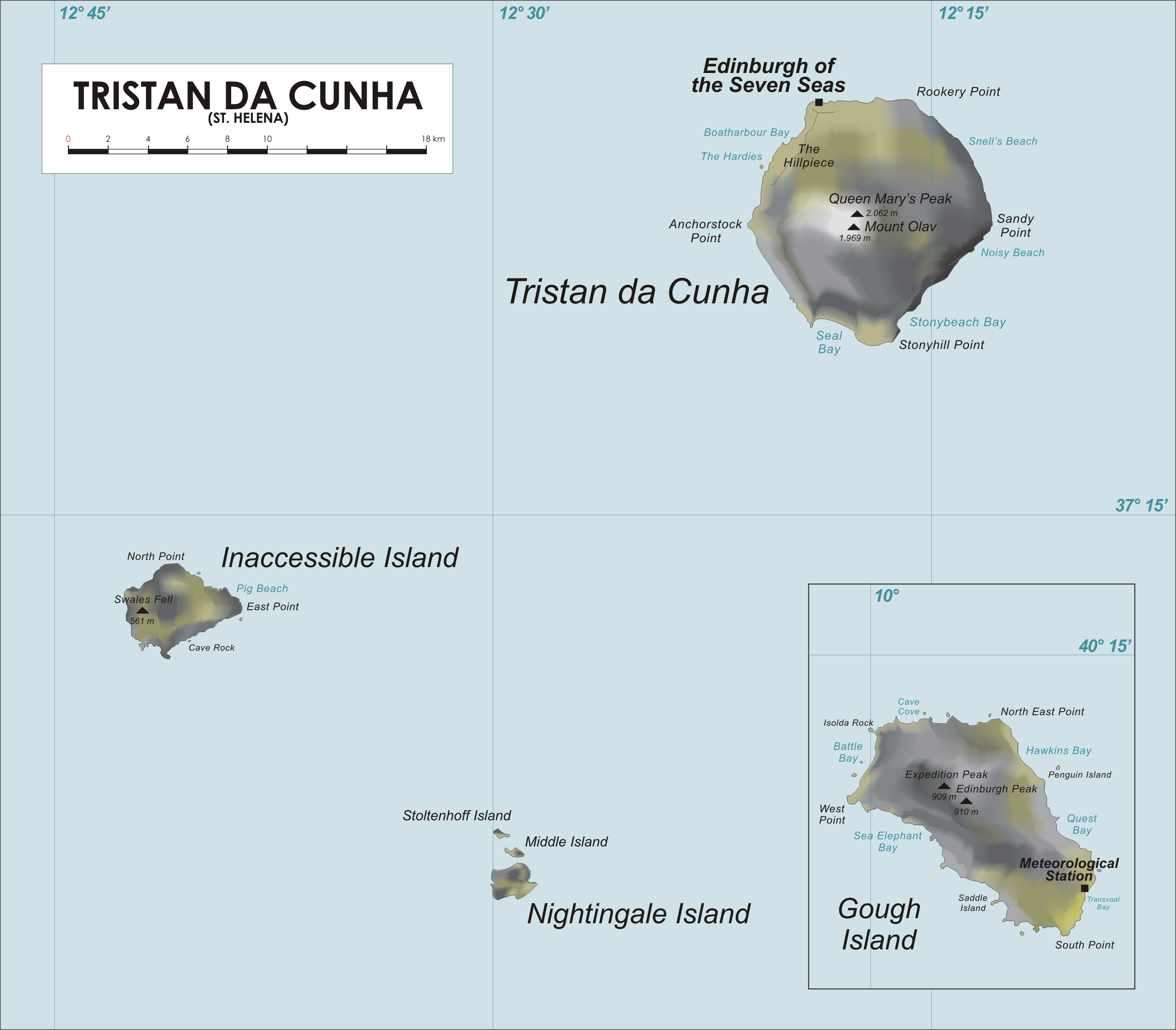
特里斯坦-达库尼亚群岛，显示出了中岛的位置

中岛（英語：Middle Island）是一个南大西洋的小岛，是南丁格尔群岛的一部分，为英国海外领土圣赫勒拿、阿森松和特里斯坦-达库尼亚属岛。这个岛是一个无人定居岛。